# Жорданов тотиент
Жорданов тотиент или Функция Жордана — количество {\displaystyle k}-кортежей натуральных чисел меньших либо равных {\displaystyle n}, образующих вместе с {\displaystyle n} набор взаимно простых (в совокупности) чисел. Функция является обобщением функции Эйлера, которая равна {\displaystyle J_{1}}. Функция носит имя французского математика Жордана.

## Определение
Функция Жордана мультипликативна и может быть вычислена по формуле
{\displaystyle J_{k}(n)=n^{k}\prod _{p|n}\left(1-{\frac {1}{p^{k}}}\right)\,}, где {\displaystyle p} пробегает простые делители числа {\displaystyle n}.

## Свойства
- {\displaystyle \sum _{d|n}J_{k}(d)=n^{k}\,},

что можно записать на языке свёрток Дирихле как
{\displaystyle J_{k}(n)\star 1=n^{k}\,},
а через обращения Мёбиуса как
{\displaystyle J_{k}(n)=\mu (n)\star n^{k}}.
Поскольку производящая функция Дирихле {\displaystyle \mu } равна {\displaystyle 1/\zeta (s)}, а производящая функция Дирихле {\displaystyle n^{k}} равна {\displaystyle \zeta (s-k)}, ряд для {\displaystyle J_{k}} превращается в
{\displaystyle \sum _{n\geq 1}{\frac {J_{k}(n)}{n^{s}}}={\frac {\zeta (s-k)}{\zeta (s)}}}.
- Средний порядок[англ.] для {\displaystyle J_{k}(n)} равен

{\displaystyle {\frac {n^{k}}{\zeta (k+1)}}}.
- Пси-функция Дедекинда равна

{\displaystyle \psi (n)={\frac {J_{2}(n)}{J_{1}(n)}}},
и при исследовании определения (обратим внимание, что каждый множитель в произведении
по простым является круговым многочленом {\displaystyle p_{-k}}), можно показать, что арифметические функции, определённые как {\displaystyle {\frac {J_{k}(n)}{J_{1}(n)}}} или {\displaystyle {\frac {J_{2k}(n)}{J_{k}(n)}}},
являются целочисленными мультипликативными функциями.
- {\displaystyle \sum _{\delta \mid n}\delta ^{s}J_{r}(\delta )J_{s}\left({\frac {n}{\delta }}\right)=J_{r+s}(n)}.       [3][4]

## Порядок групп матриц
Полная линейная группа матриц порядка {\displaystyle m} над {\displaystyle \mathbb {Z} _{n}} имеет порядок
{\displaystyle |\operatorname {GL} (m,\mathbb {Z} _{n})|=n^{\frac {m(m-1)}{2}}\prod _{k=1}^{m}J_{k}(n).}
Специальная линейная группа порядка {\displaystyle m} над {\displaystyle \mathbb {Z} _{n}} имеет порядок
{\displaystyle |\operatorname {SL} (m,\mathbb {Z} _{n})|=n^{\frac {m(m-1)}{2}}\prod _{k=2}^{m}J_{k}(n).}
Симплектическая группа матриц порядка {\displaystyle m} над {\displaystyle \mathbb {Z} _{n}} имеет порядок
{\displaystyle |\operatorname {Sp} (2m,\mathbb {Z} _{n})|=n^{m^{2}}\prod _{k=1}^{m}J_{2k}(n).}
Первые две формулы были открыты Жорданом.

## Примеры
Списки в OEIS
J2 в A007434,
J3 в A059376,
J4 в A059377,
J5 в A059378,
от J6 до J10 в списках A069091 — A069095.
Мультипликативные функции, определённые отношением
J2(n)/J1(n) в A001615,
J3(n)/J1(n) в A160889,
J4(n)/J1(n) в A160891,
J5(n)/J1(n) в A160893,
J6(n)/J1(n) в A160895,
J7(n)/J1(n) в A160897,
J8(n)/J1(n) в A160908,
J9(n)/J1(n) в A160953,
J10(n)/J1(n) в A160957,
J11(n)/J1(n) в A160960.
Примеры отношений J2k(n)/Jk(n):
J4(n)/J2(n) в A065958,
J6(n)/J3(n) в A065959
и
J8(n)/J4(n) в A065960.